# Gastronomía de Afganistán

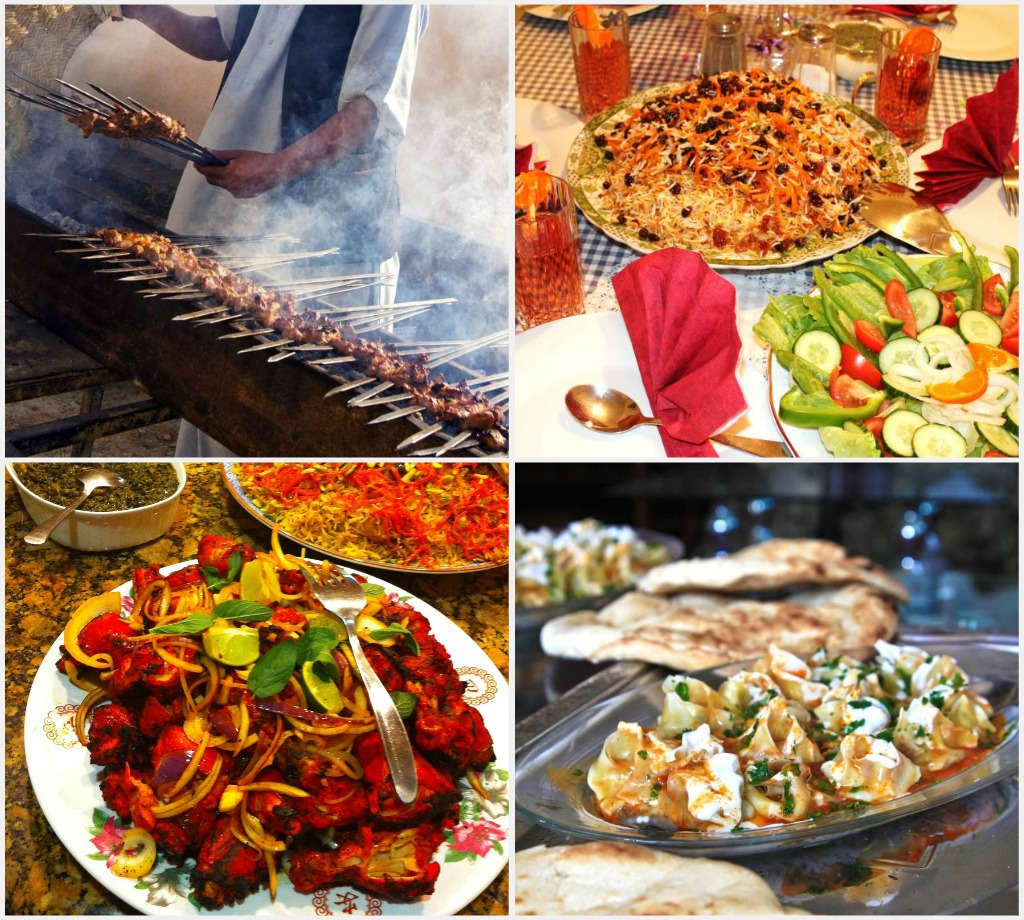
Algunos de los platos afganos populares, en el sentido de las agujas del reloj desde la parte superior izquierda: 1. Brocheta de cordero a la parrilla (seekh kabab); 2. Ensalada y paladar Kabuli ; y 3. Mantu (bolas de masa).

La gastronomía de Afganistán ( Dari : آشپزی افغانستان , Pashto : افغان پخلی ) se basa principalmente en los principales cultivos del país: trigo, maíz, cebada y arroz. Estos alimentos básicos acompañan a frutas, verduras y productos lácteos autóctonos como leche, yogur y suero de leche. Las especialidades culinarias de la nación reflejan su diversidad étnica y geográfica. Afganistán es conocido por sus granadas, uvas de alta calidad y melones dulces con forma de fútbol de rugby. Su plato nacional es la pala de Kabuli.

## Alimentos principales

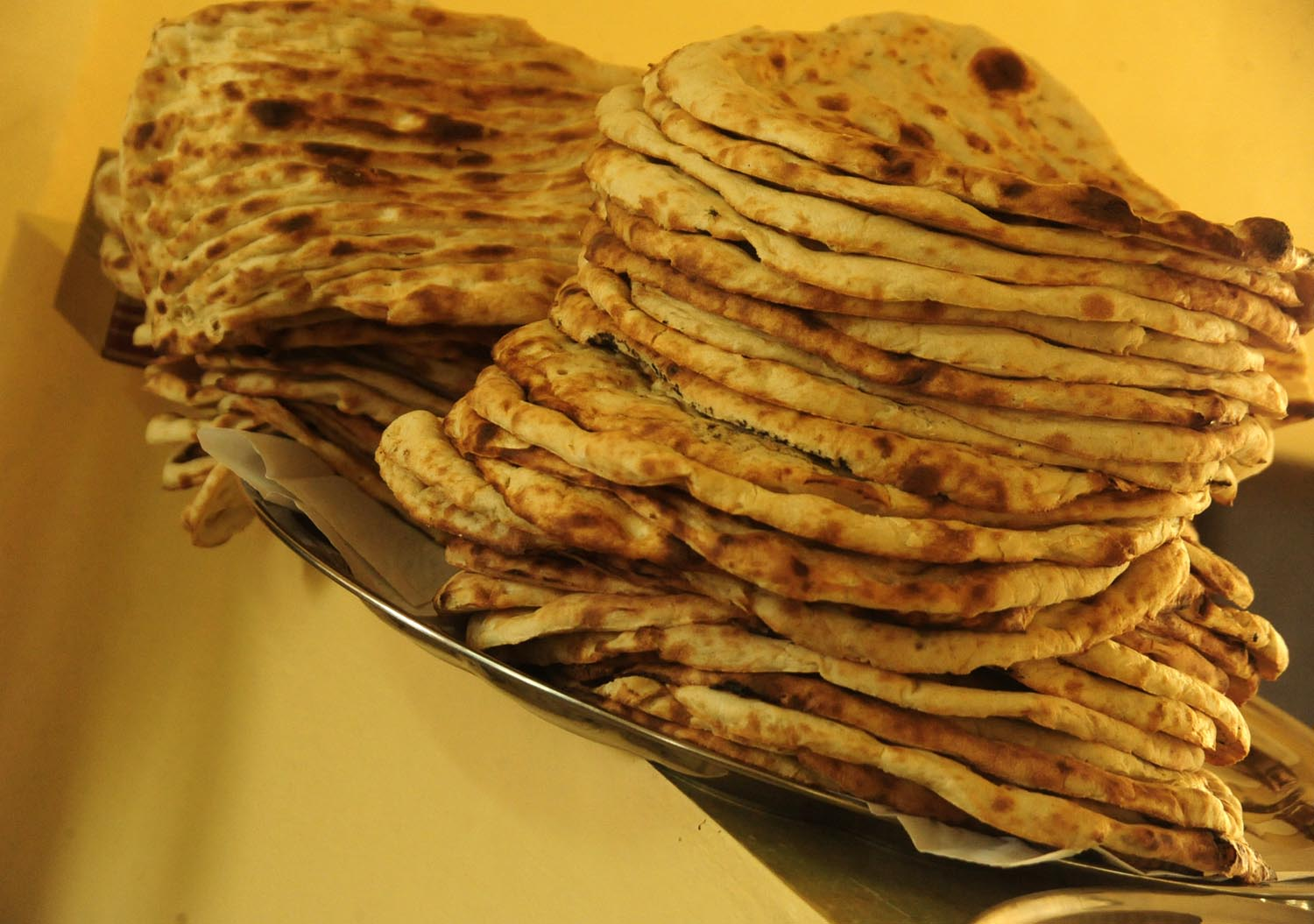
Non (pan) de un panadero local, el pan más consumido en Afganistán

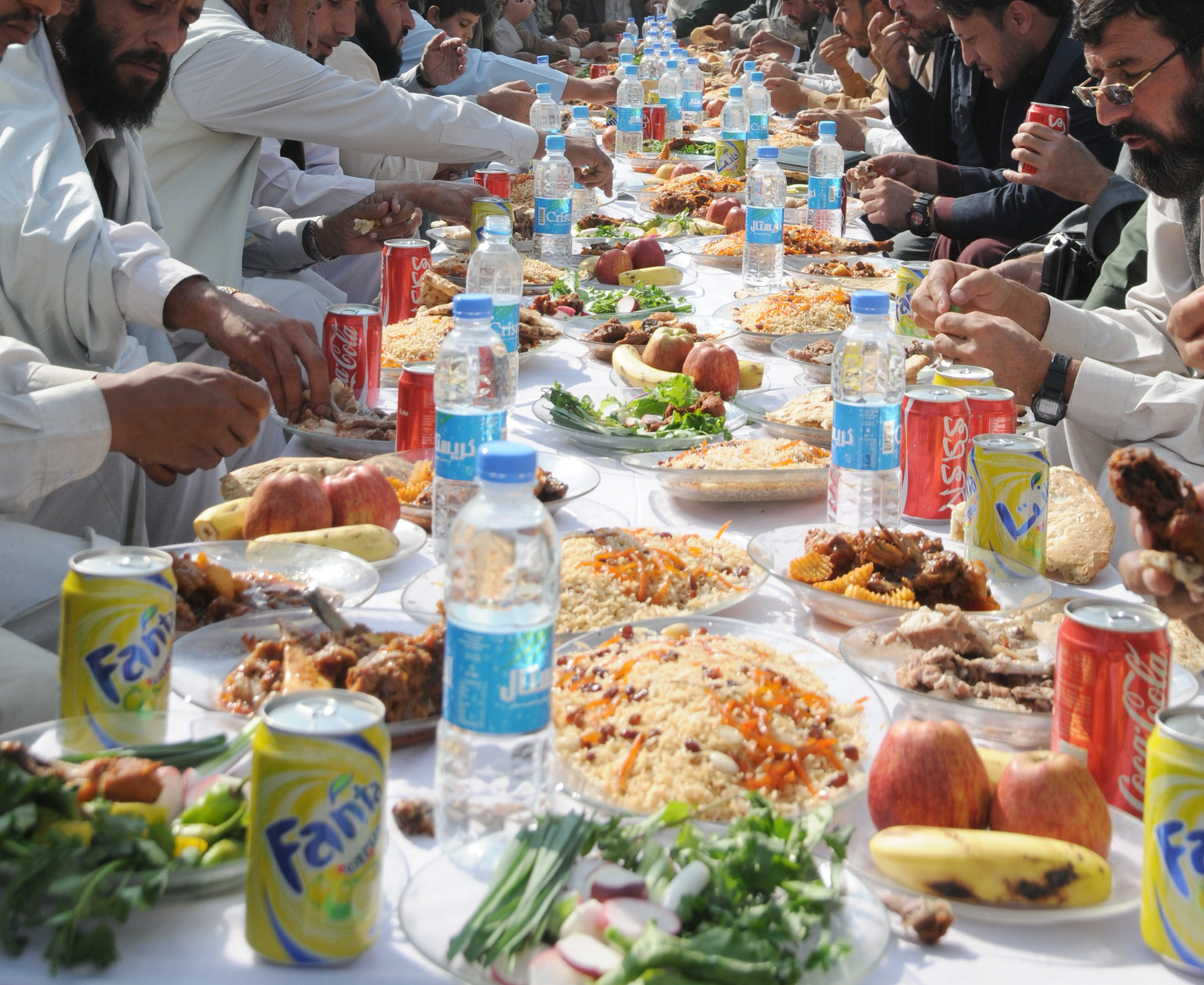
Los hombres afganos comiendo en un banquete a la hora del almuerzo en en la Provincia de Kunar.

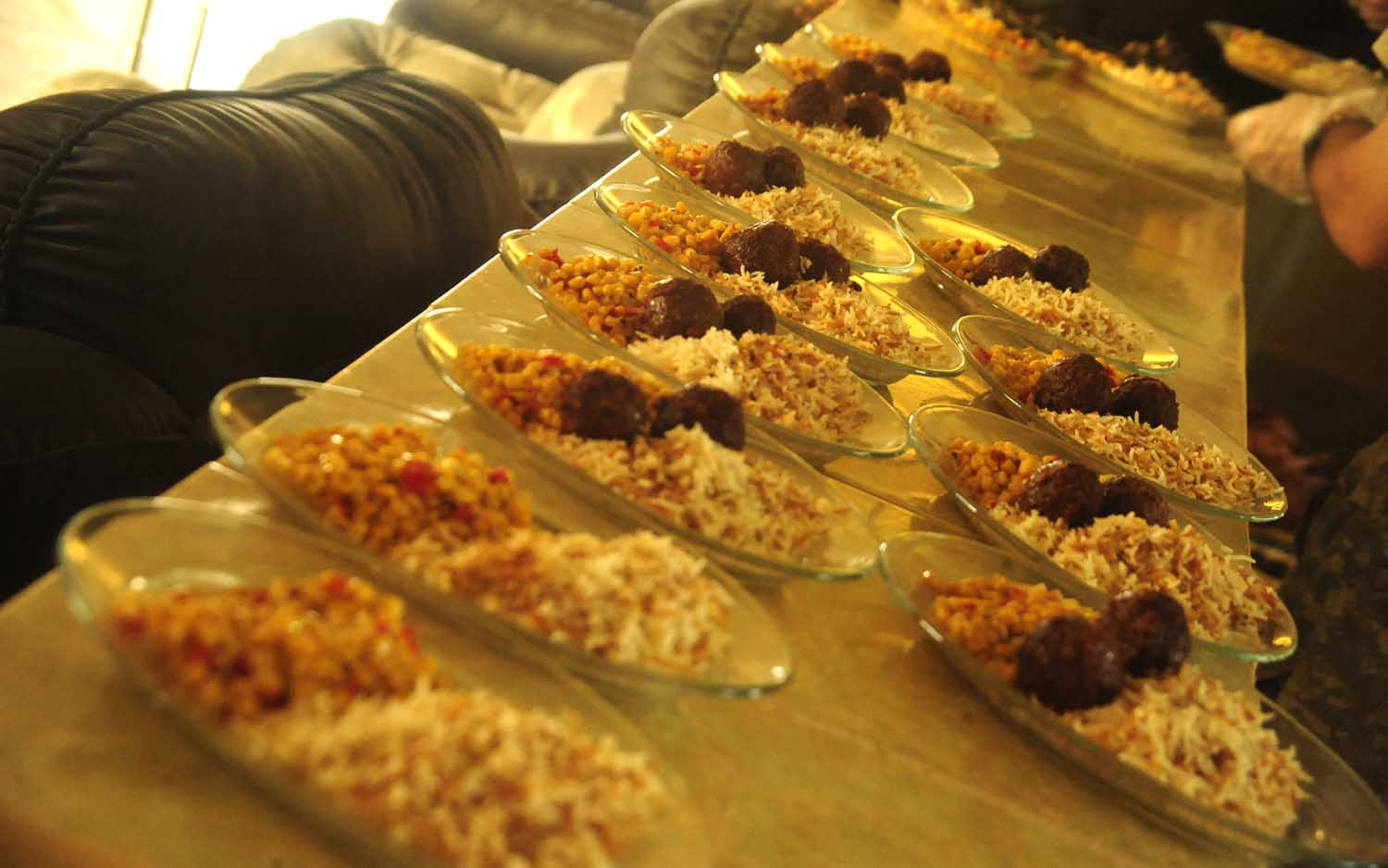
Arroz con kofta (albóndigas) y maíz.

### Tipos de plato de arroz
Challow se sirve principalmente con qormas (korma; guisos o guisos).

### Palaw

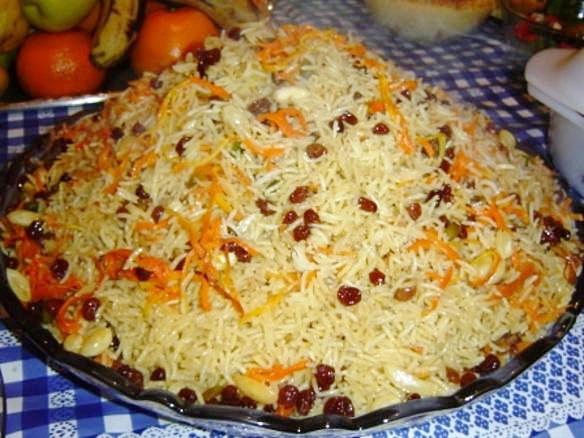
Palaw afgana Qabeli.

La pala se cocina de manera similar a la challow, pero una combinación de carne, caldo, qorma y hierbas se entremezclan antes del proceso de horneado. Esto crea colores, sabores y aromas elaborados que dan nombre a algunos arroces. A veces también se usa azúcar caramelizada para darle al arroz un rico color marrón. Ejemplos de paladar incluyen:
- Kabuli Palaw : un plato nacional.[3] Se añaden carne y caldo, y se cubren con pasas fritas, zanahorias en rodajas y pistachos.
- Yakhni Palaw: se agregan carne y caldo, el arroz tiene un color marrón.
- Zamarod Palaw - espinacas qorma mezclado antes de que el proceso de cocción, por lo tanto 'Camaro' o esmeralda.
- Bore Palaw - agregó el ex Lawand, el arroz tiene un color amarillo.
- Landi Palaw: entre muchos otros, el arroz con ganado que ha sido salado y descansado al sol es una comida muy tradicional en Afganistán.
- Bojan-e-Roomi Palaw: anteriormente Bonjan-e-Roomi ( qorma de tomate ) agregado durante el horneado, lo que crea arroz rojo.
- Serkah Palaw: similar al yakhni pulao , pero con vinagre y otras especias.
- Shibet Palaw: se añaden eneldo fresco y pasas durante el horneado.
- Narenj Palaw: un plato de arroz dulce y elaborado hecho con azafrán, cáscara de naranja, pistachos, almendras y pollo.
- Maash Palaw: un pulao agridulce horneado con frijoles mungo, albaricoques y trigo bulgur. Exclusivamente vegetariano.
- Alou Balou Palaw: un plato de arroz dulce con ciruelas y pollo.

### Qormah
Qormah / Korma es un guiso, generalmente servido con arroz chateau. Siempre se basa en cebollas y tomates. Primero se carameliza la cebolla, creando un guiso de colores intensos. Luego se agrega el tomate, así como una variedad de frutas, especias y verduras según la receta. El ingrediente principal se agrega al final, que puede ser carne u otras verduras. Hay cientos de diferentes tipos de qormahs ; algunos ejemplos incluyen:
- Qormah e Gosht: se traduce como qormah de carne , por lo general es el qormah principal que se sirve con Palaw en las reuniones.
- Qormah e Alou-Bokhara wa Dalnakhod: a base de cebolla con ciruelas ácidas, lentejas y cardamomo. Utiliza ternera o pollo.
- Qormah e Nadroo: a base de cebolla con yogur, raíces de loto y cilantro. Utiliza carne de cordero o ternera.
- Qormah e Lawand: a base de cebolla con yogur, cúrcuma y cilantro. Utiliza pollo, cordero o ternera.
- Qormah e Sabzi: espinacas salteadas y otras verduras con cordero.
- Qormah e Shalgham: a base de cebolla con nabos y azúcar; sabor agridulce. Utiliza cordero.

### Mantu

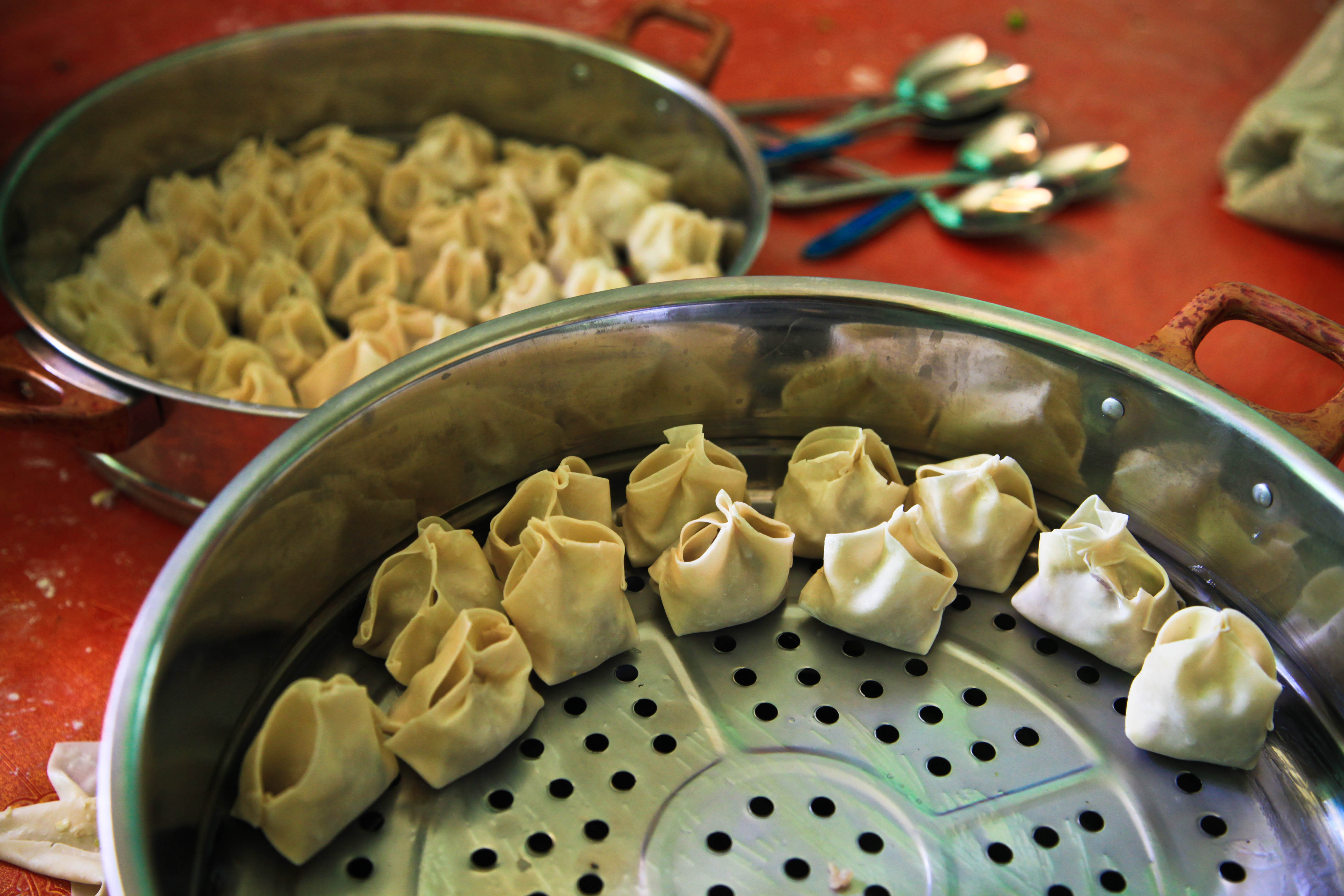
Mantu en una vaporera antes de cocinar

Conocidos con el nombre de ' khameerbob' y a menudo se comen como bolas de masa, estos platos nativos son populares. Debido al largo tiempo que se requiere para hacer la masa para las albóndigas, rara vez se sirven en grandes reuniones como bodas, en cambio, se sirven en ocasiones especiales, por ejemplo, en casa:
- Mantu - Empanadillas rellenas de cebolla y carne molida de res o cordero. Mantu se cuece al vapor y generalmente se cubre con una salsa a base de tomate y salsa a base de yogur o qoroot . La cobertura a base de yogur suele ser una mezcla de yogur, ajo y garbanzos partidos. La salsa a base de qoroot está hecha de queso de cabra y también se mezcla con ajo; a veces se utilizará una mezcla de qoroot y yogur. Luego, el plato se cubre con menta seca y cilantro.
- Ashak : bolas de masa rellenas con una mezcla principalmente de puerros. Ashak está rematado con ajo-menta qoroot o una salsa de yogur ajo, tomates salteadas, frijoles rojos, y una mezcla de carne molida bien curada. Es un plato asociado con Kabul.

Hay una amplia variedad de albóndigas. Una planta local llamada gandana se corta y se usa como albóndigas; se hierve y se fríe en manteca con pudina en polvo añadida sobre la sopa, con vinagre.

### Kebab

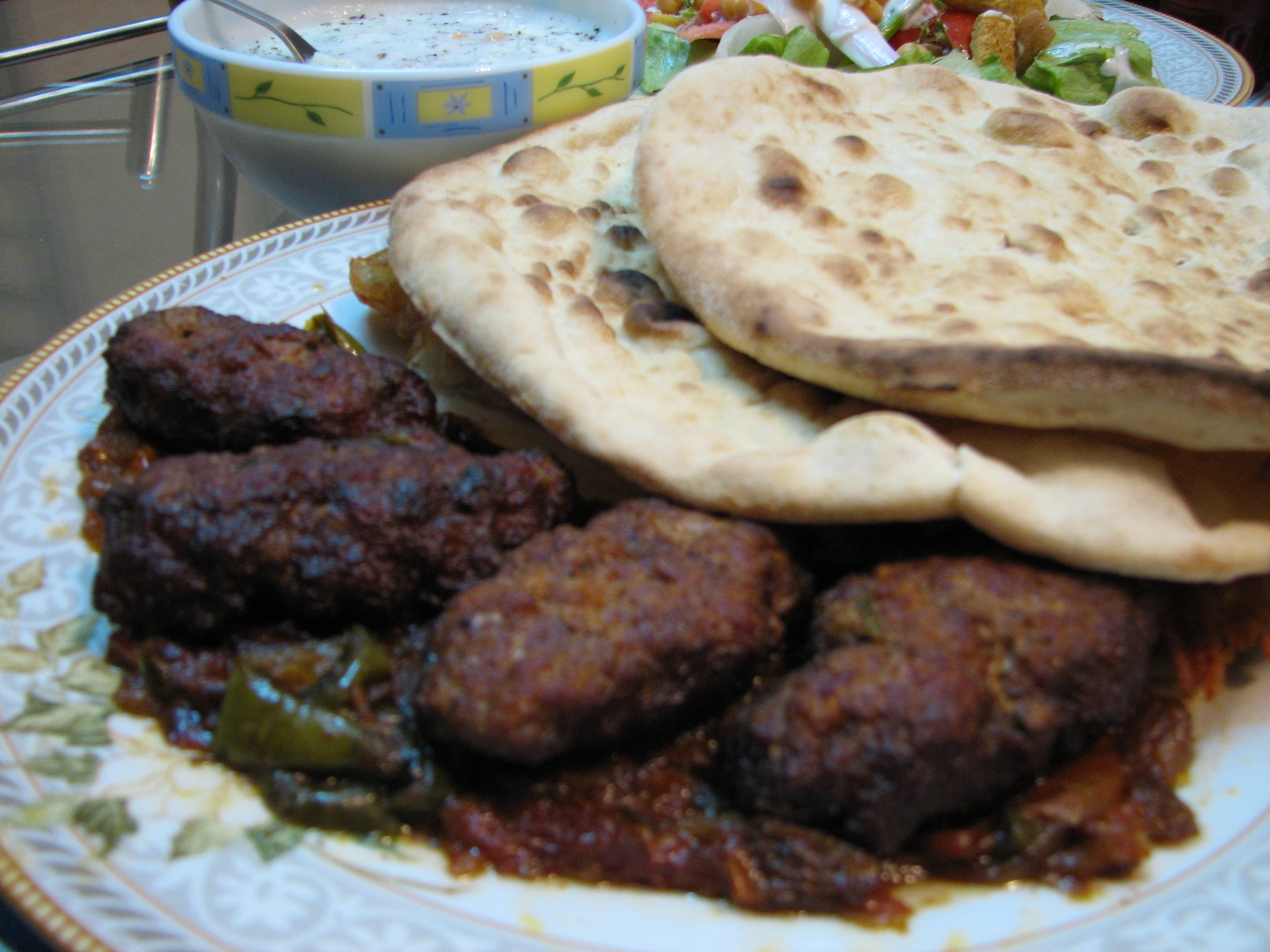
Ashak afgano

El kebab afgano se encuentra con mayor frecuencia en restaurantes y puestos de vendedores ambulantes al aire libre. La mayoría de las veces, la carne de cordero se sirve en kebab afgano. El kebab se hace con naan, en lugar de arroz. Los clientes tienen la opción de espolvorear zumaque o ghora ( uvas agrias molidas secas) en su kebab. Por lo general, se agregan trozos de grasa de cola de oveja ( jijeq ) con las brochetas de cordero para agregar sabor adicional.

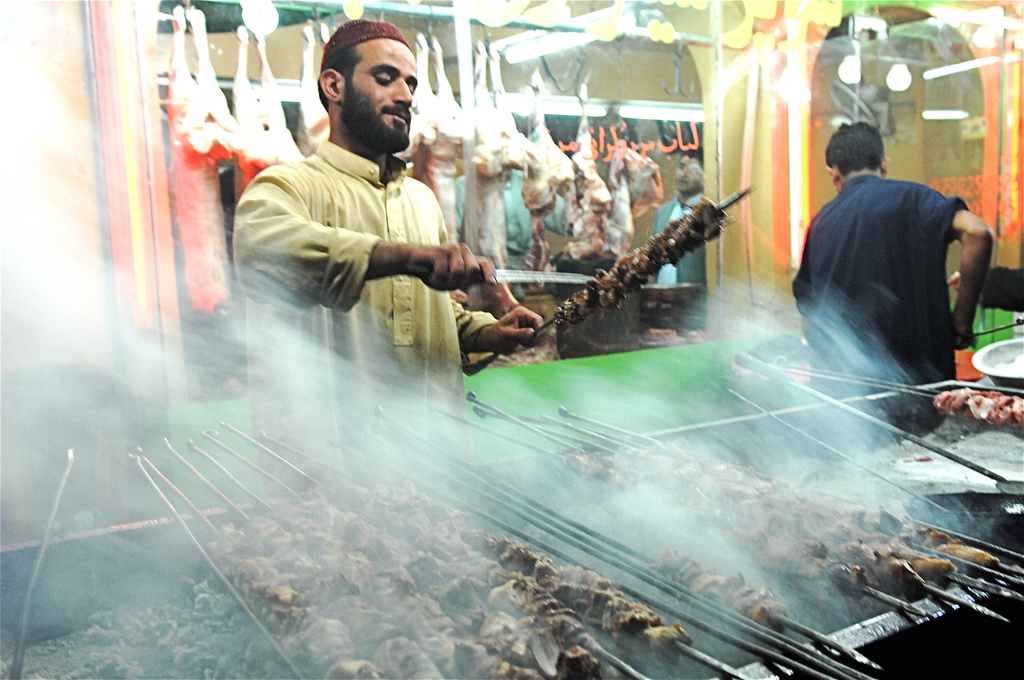
Chopan Kebab en preparación

Otros kebabs populares incluyen la chuleta de cordero , las costillas , la kofta (carne molida) y el pollo.
El chapli kebab , una especialidad del este de Afganistán, es una hamburguesa de carne picada. Es una comida de barbacoa popular tanto en Pakistán como en Afganistán. Se prepara plano y redondo y se sirve con naan. La receta original de chapli kebab dicta una mezcla de mitad de carne y mitad de harina, lo que lo hace más ligero en sabor y menos costoso.

### Pollo
El pollo afgano o Murgh Afghani es un ejemplo clásico de uno de los platos más famosos de Afganistán. Los platos de pollo se encuentran generalmente en restaurantes y puestos de vendedores ambulantes al aire libre. A diferencia del estilo de cocina india, el pollo en la cocina afgana se usa a menudo para ser halal . La crema, la mantequilla y la cuajada son ingredientes habituales en todas las recetas de pollo, ya sea que se sirvan como aperitivo o como plato principal.

### Quroot
Quroot (o Qoroot ) es un producto lácteo reconstituido, tradicionalmente un subproducto de la mantequilla hecha de leche de oveja o cabra. El suero de mantequilla residual que queda después de batir la mantequilla se agria aún más manteniéndolo a temperatura ambiente durante unos días, tratado con sal y luego hirviéndolo eventualmente. La caseína precipitada se filtra a través de una gasa, se prensa para eliminar el líquido y luego se le da forma de bolas. Por tanto, el producto es un requesón muy ácido. El Quroot es duro y también se puede comer crudo. Por lo general, se sirve con platos afganos cocidos como Ashak, Mantu y Kichri Qoroot.

### Otros alimentos afganos
- Kofta afgano (albóndiga)

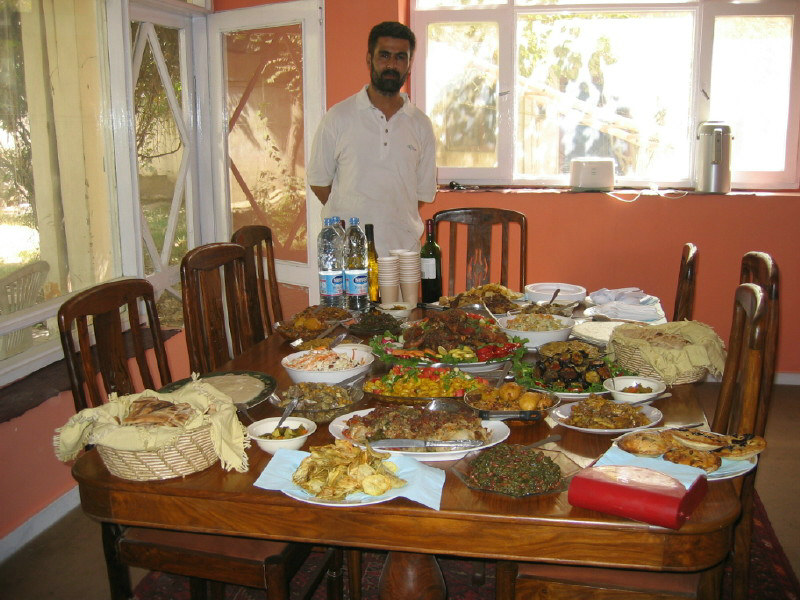
Una mesa de comida afgana en Kabul

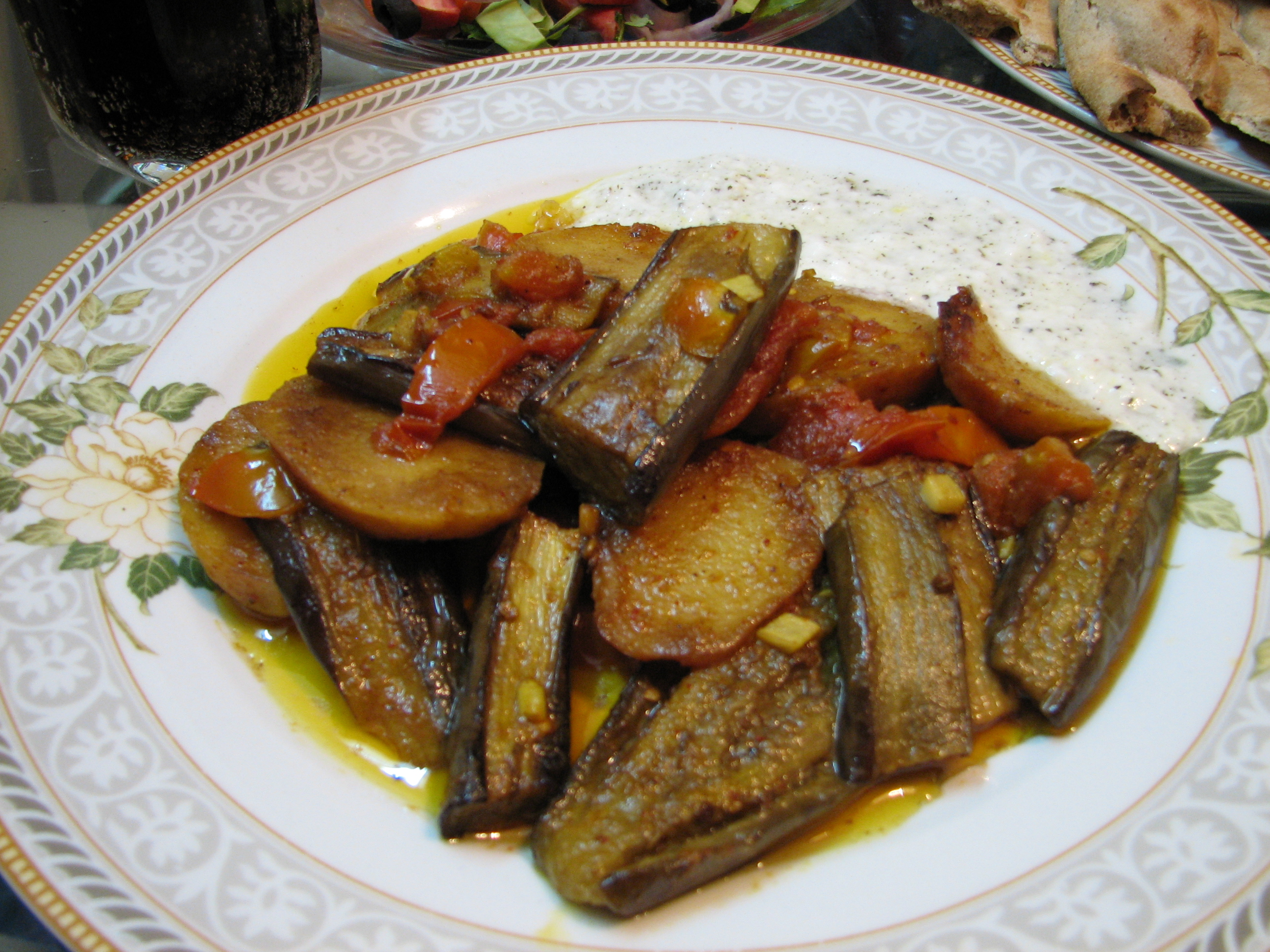
Badenjan (berenjena), generalmente se sirve para el almuerzo como comida ligera o como guarnición. Sabe mejor con pan fino junto con yogur natural o menta fría. Shomleh/Shlombeh (una bebida fría hecha de yogur que se espolvorea con menta fresca o seca).

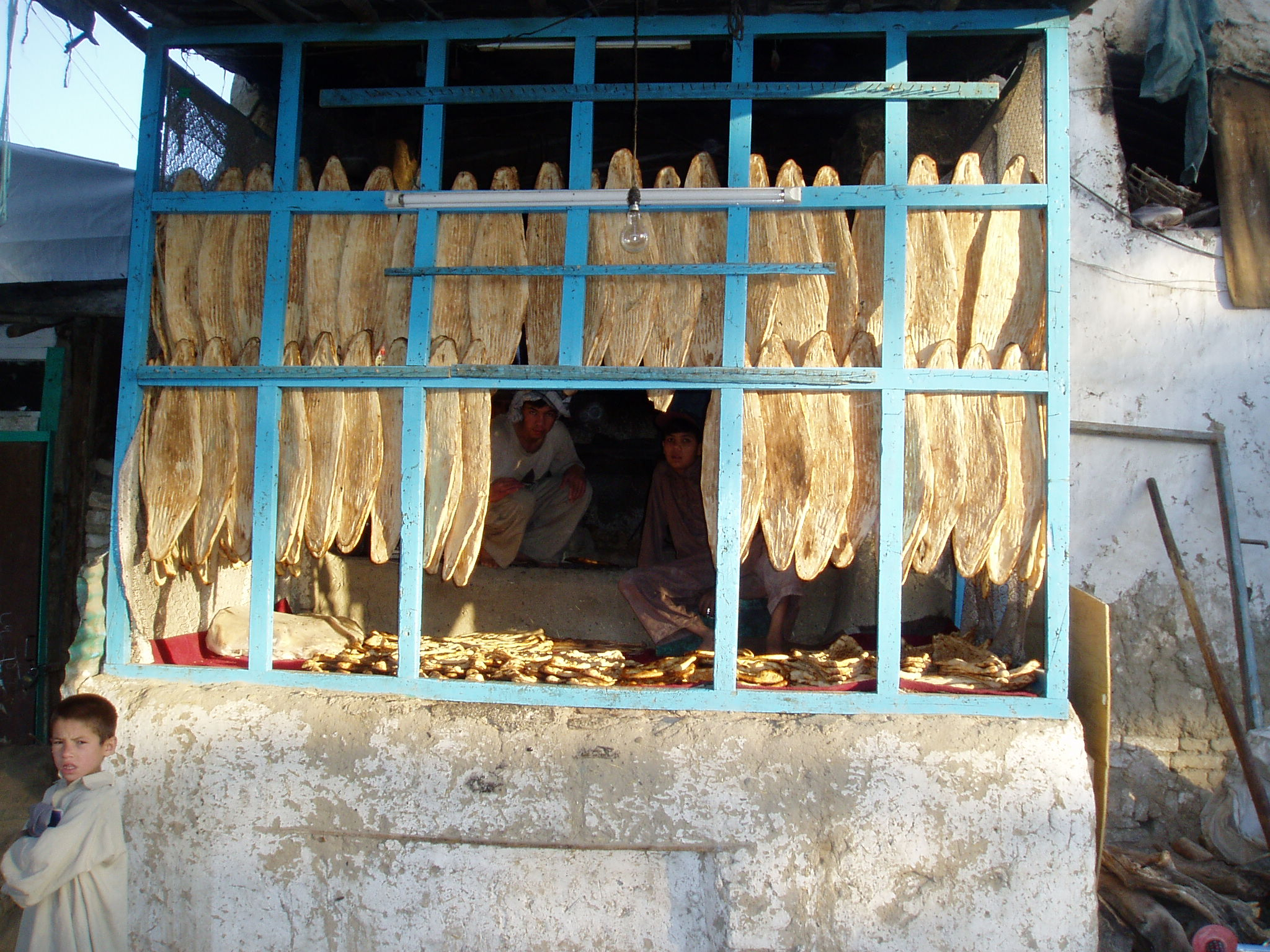
Pan plano afgano largo que se vende en un establo en Kabul

- Kaddu Buranee afgano (calabazas dulces)
- Ensalada afgana
- Hamburguesa afgana
- Ashak (bolas de masa rellenas de verduras y cebollino cubiertas con salsas de tomate y yogur )
- Aush (fideos hechos a mano )
- Bichak (pequeñas pérdidas de balón con diversos rellenos, incluyendo patata y hierbas , o tierra de carne )
- Shorba (sopa afgana similar al borscht )
- Dolma (hojas de parra rellenas )
- Londi, o gusht-e-qaaq ( cecina con especias )
- Kichri (de grano medio pegajoso arroz cocinado con las habas de mung y cebollas )
- Badenjan (berenjena cocida con patatas y tomates )
- Badenjan-Burani (rodajas de berenjena fritas , cubiertas con una salsa de crema agria de ajo y espolvoreadas con menta seca )
- Baamiyah (okra )
- Bolani también llamado "Buregian" en el sur de Afganistán (algo similar a una Quesadilla )
- Halwaua-e-Aurd-e-Sujee
- Nan-e-Afghan / Nan-e-Tandoori (pan afgano cocido en un horno de barro de tierra vertical o tandoor)
- Nan-e-Tawagy (pan plano cocido en una sartén plana)
- Osh Pyozee (cebolla rellena )
- Mantu (albóndigas de carne ), generalmente servido con salsa blanca a base de yogur .
- Qabili Palau (plato de arroz tradicional)
- Dampukht (arroz al vapor )
- Ensalada Bonjan (ensalada picante de berenjena)
- Shor-Nakhud (garbanzos con aderezos especiales)
- Nan (un tipo de pan plano cocido en un horno hecho a partir de un agujero en el suelo. El pan se coloca en una pared de piedra para cocinarlo)
- Maast o labanyat (tipo de yogur natural )
- Chakida o chakka (tipo de crema agria )
- Salata (ensalada a base de tomate y cebolla , que a menudo incorpora pepino )
- Sheer Berinj (arroz con leche )
- Rollo de crema (pastelería )
- Baklava (pastelería )
- Pastel afgano (similar al bizcocho , a veces con fruta o mermelada de verdad en su interior)
- Gosh e feel (pasteles finos y fritos cubiertos de azúcar en polvo y pistachos molidos )
- Kebab (similar al estilo del Medio Oriente )
- Fernea Pashto / Persa : فر نی], a veces deletreado feereny (la leche y la maicena ayudan a hacer esto muy dulce, similar al arroz con leche sin arroz)
- Mou-rubba ( salsa de frutas , jarabe de azúcar y frutas, manzana , cereza ácida o varias bayas, o hecho con frutas secas. "El favorito de los afganos es el Alu-Bakhara").
- Kulcha / Koloocheh (variedad de galletas , horneadas en hornos de barro con carbón)
- Narenge Palau (cáscara seca de naranja dulce y pasas verdes con una variedad de frutos secos , mezclada con arroz amarillo glaseado con almíbar ligero de azúcar)
- Nargis kabob (pasta de cabello de ángel a base de huevo empapada en almíbar de azúcar , envuelta alrededor de un trozo de carne )
- Torshi (berenjena y zanahoria mezcladas con otras hierbas y especias, encurtidas en vinagre y añejadas)
- Khoujoor (pastelería afgana , frita, de forma ovalada, de sabor similar a las rosquillas)[4]
- Chatni afgano, elaborado con hojas frescas de cilantro.[5]
- Kalah Chuquki o Kalah Gunjeshk (cabezas de pájaro rebozadas y fritas)
- Kalah Pacha (cabeza/patas de cordero o ternera cocidas en un caldo, servidas en tazones como plato de sopa o en un guiso o curry )
- Shami kabob (carne de res cocida mezclada con especias , harina y huevos , enrollada en forma de hot dog o formas redondas planas y frita)
- Shorwa-E-Tarkari (sopa de carne y verduras)[6]
- Chopan [pashto / persa: چوپان, que significa "pastor"] brocheta [pashto / persa: کباب] (chuletas de cordero, ensartadas y asadas a la parrilla sobre carbón)
- Delda u Oagra (principalmente un plato sureño, elaborado con el ingrediente principal de trigo partido y una variedad de frijoles mezclados)
- Owmach (hecho de harina ; un plato parecido a una sopa, muy espeso y pastoso)
- Peyawa o Eshkana (una sopa a base de harina , muy similar a una salsa , pero mezclada con cebolla picada , patatas y huevos)
- Aushe Sarka (sopa de fideos planos a base de vinagre , sabor muy similar a la sopa agria y picante china)
- Maushawa (frijoles mixtos y albóndigas pequeñas, servido en un tazón)
- Sheer khurma , un postre tradicional

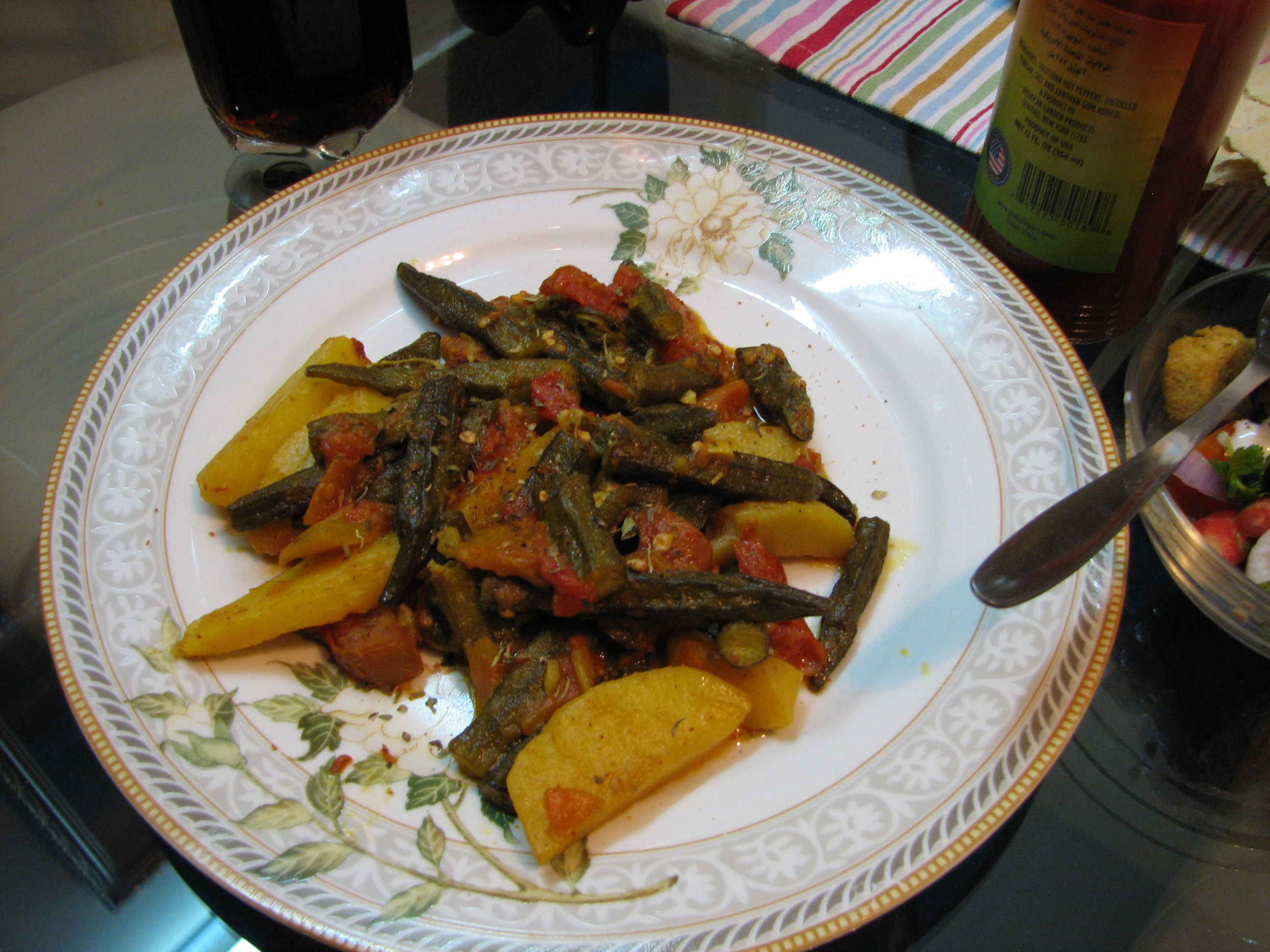
Baamiyah (okra), también se sirve para el almuerzo o como guarnición
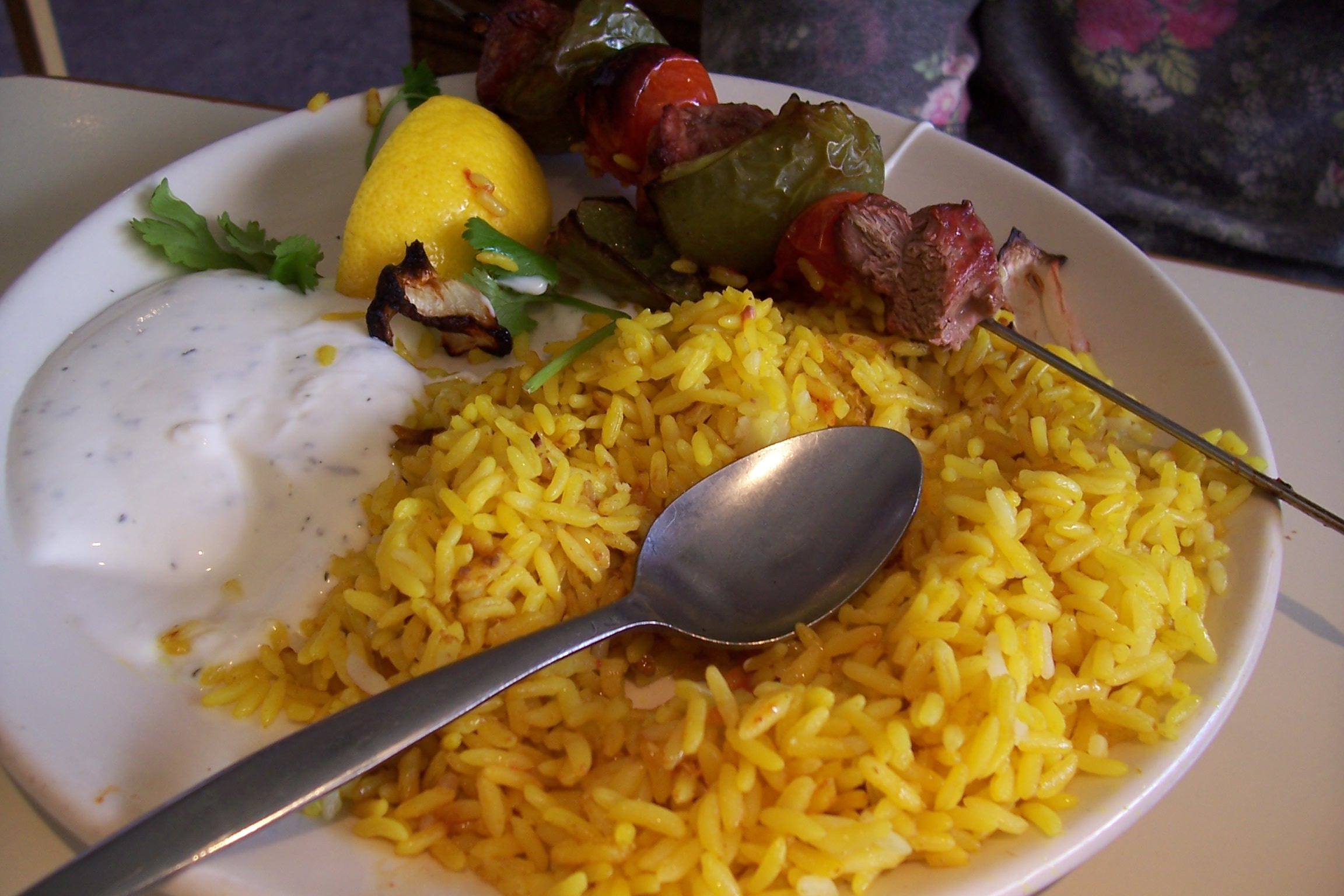
Brocheta de cordero afgano con arroz con azafrán amarillo
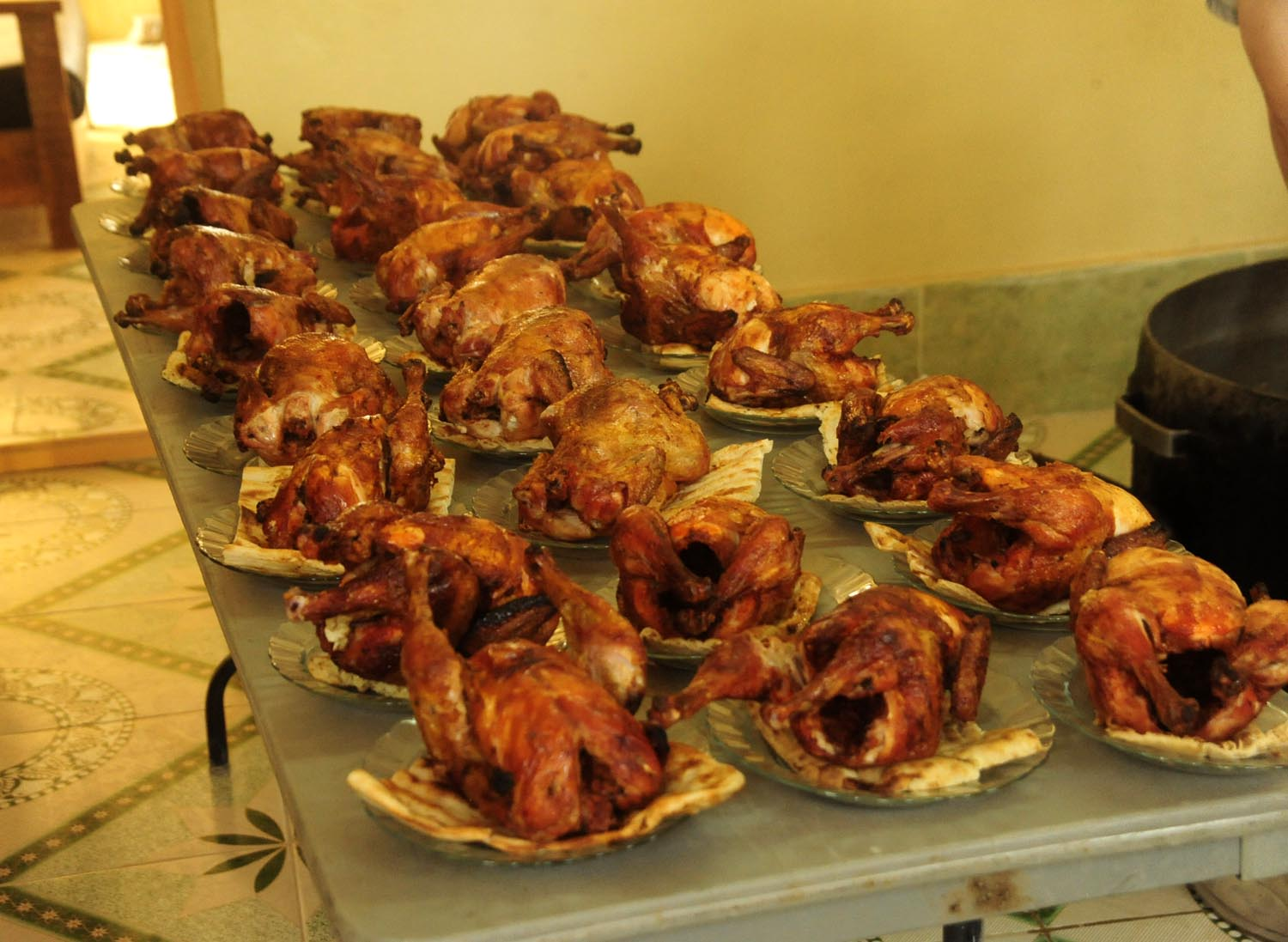
Pollo Asado

### Bebidas
Doogh (también conocido por algunos afganos como shomleh o shlombeh ) es una bebida fría que se prepara mezclando agua con yogur y luego agregando menta fresca o seca. Algunas variaciones de doogh incluyen la adición de trozos de pepino triturados o cortados en cubitos. Es la segunda bebida más consumida en Afganistán (la primera es el té), especialmente durante la hora del almuerzo en verano. Doogh se puede encontrar en casi todas las tiendas de comestibles afganas y se sirve en restaurantes.

## Por región y etnia

### Gastronomía Pastún
Los pastunes son el grupo étnico más grande de Afganistán y constituyen aproximadamente el 42% de la población total del país. Un plato importante en la cultura pashtún es el sohbat, que se usa en reuniones y eventos tradicionales. Otros platos pashtún importantes incluyen el sajji con brocheta de cordero y el chapli kebab. El nombre Dampukht significa carne al vapor, y Khaddi kebab es el shashlik afgano , que se asa a la parrilla en un fuego abierto en un asador.
La cocina pastún es rica en carne y a menudo se ofrece con arroz caramelizado, sin embargo, difiere de una región a otra. Por ejemplo, el plato conocido como "Bolani" en el norte y el este a menudo se llama "Borogyen" en el sur y el oeste de Afganistán.
Las bebidas de verano comunes incluyen Shlombeh , también conocido en persa como Doogh, una bebida que consiste en yogur líquido, menta y bedreng (pepino afgano). El sorbete es una bebida fría azucarada con hielo. Sheer yakh es un producto dulce parecido al hielo que se traduce literalmente como "leche fría".

### Gastronomía Hazara
El pueblo hazara en el centro de Afganistán (en la región de Hazarajat) y el oeste de Pakistán (provincia de Baluchistán) tiene su propia comida: la cocina hazaragi. Dado que la gente de Hazara comparte algunas similitudes con las cocinas regionales vecinas, la comida está influenciada principalmente por las cocinas de Asia central, persa y del sur de Asia. Sin embargo, los métodos de cocción son diferentes en algunos de los platos entre estas cocinas vecinas.

## Ocasiones especiales
Servir té y peladillas blancas (llamado nuql) es una costumbre durante los festivales afganos. Eid-e-Qorban se celebra al final del Hajj, la peregrinación a La Meca, cuando las familias y los amigos se visitan para tomar una taza de té juntos y compartir nueces, dulces y azúcar. almendras llamadas noql.